# Когорно
Когорно (итал. Cogorno) — коммуна в Италии, располагается в регионе Лигурия, в провинции Генуя.
Население составляет 5408 человек (2008 г.), плотность населения составляет 594 чел./км². Занимает площадь 9 км². Почтовый индекс — 16030. Телефонный код — 0185.
Покровителем коммуны почитается святой Лаврентий, празднование 10 августа.

## Демография
Динамика населения:

## Администрация коммуны
- Официальный сайт: http://www.comune.cogorno.ge.it/